# Dècada del 1210

## Esdeveniments
- Es prohibeix l'ensenyament d'Aristòtil a les universitats franceses després de la condema en un concili
- Batalla de Las Navas de Tolosa
- Persecució del bogomilisme
- Batalla de Muret
- S'adopta la doctrina de la transsubstanciació com a oficial pel catolicisme (el pa i el vi es transformen realment en cos i sang de Jesucrist)
- Continuen les croades
- Adopció de la Carta Magna a Anglaterra
- Fundació de la universitat de Salamanca

## Personatges destacats
- Genguis Kan
- Sant Francesc d'Assís
- Ramon Llull